# Lobova Balka
Lobova Balka (del ruso: Лобова Балка) es un jútor del raión de Krylovskaya del krai de Krasnodar de Rusia. Está situado a orillas del Lobova Balka, un pequeño afluente del río Kavalerka, que lo es del río Yeya, 18 km al nordeste de Krylovskaya y 174 km al nordeste de Krasnodar, la capital del krai. Tenía 301 habitantes en 2010
Pertenece al municipio Novopashkóvskoye.